# Aéroport de la Vallée d'Aoste
 (novembre 2017).
Si vous disposez d'ouvrages ou d'articles de référence ou si vous connaissez des sites web de qualité traitant du thème abordé ici, merci de compléter l'article en donnant les références utiles à sa vérifiabilité et en les liant à la section « Notes et références ».
L'aéroport de la Vallée d'Aoste, également appelé aéroport régional de la Vallée d'Aoste « Corrado Gex » (code IATA : AOT • code OACI : LIMW), est un aérodrome privé, le seul présent dans la région, la desservant pour des buts commerciaux et touristiques.

## Aéroport
Construit vers la fin des années 1950 au lieu-dit Les Îles, sur la commune de Saint-Christophe, l'aéroport régional de la Vallée d'Aoste est dédié à la mémoire de Conrad Gex, aviateur et homme politique valdôtain.
Il se situe à 546 mètres / 1791 ft d'altitude. Il est équipé d'un terminal unique et d'une piste d'atterrissage mesurant 1499 mètres de long et 30 mètres de large orientée 09/27, ainsi que d'un Instrument Landing System (ILS) et d'un système d'éclairage Precision Approach Path Indicator (PAPI).
Son importance a augmenté en ce qui concerne le vol sportif, en particulier le vol en montagne, grâce surtout à la contribution de l'activité de l'aéro-club local. Aujourd'hui il joue un rôle très important notamment pour le secours en montagne.
Il est géré par la société AVDA S.A.

### Les travaux d'agrandissement
En 2009 des travaux ont été entamés pour l'élargissement de la piste, aussi bien que pour la construction d'un nouvel aéroport. Toutefois, à cause d'un différend entre l'administration régionale (principal bailleur de fonds) et la Air Vallée SA, les travaux ont été interrompus après la réalisation de la nouvelle piste, et peu avant l'installation des nouveaux appareils d'assistance radio pour les pilotes. La construction du nouveau terminal n'ayant pas encore été entamée, l'aéroport Gex a été fermé, et accessible seulement pour le vol à voile local, pendant toute l'année 2010.

### L'acquisition régionale
L'aéroport Conrad Gex a été acquis par la région autonome « Vallée d'Aoste » en 2011, et confié jusqu'à 2034 à la société AVDA S.A., dont la région possède 49 %, tandis que le restant 51 % appartient à Air Vallée S.A., en tant qu'associé privé.
En avril 2016, le Gouvernement régional de la Vallée d'Aoste décide de prendre directement en main la gestion du Plan de développement de l'aéroport régional Conrad Gex d'Aoste afin de revoir les objectifs stratégiques permettant de valoriser les investissements réalisés.

## Destinations

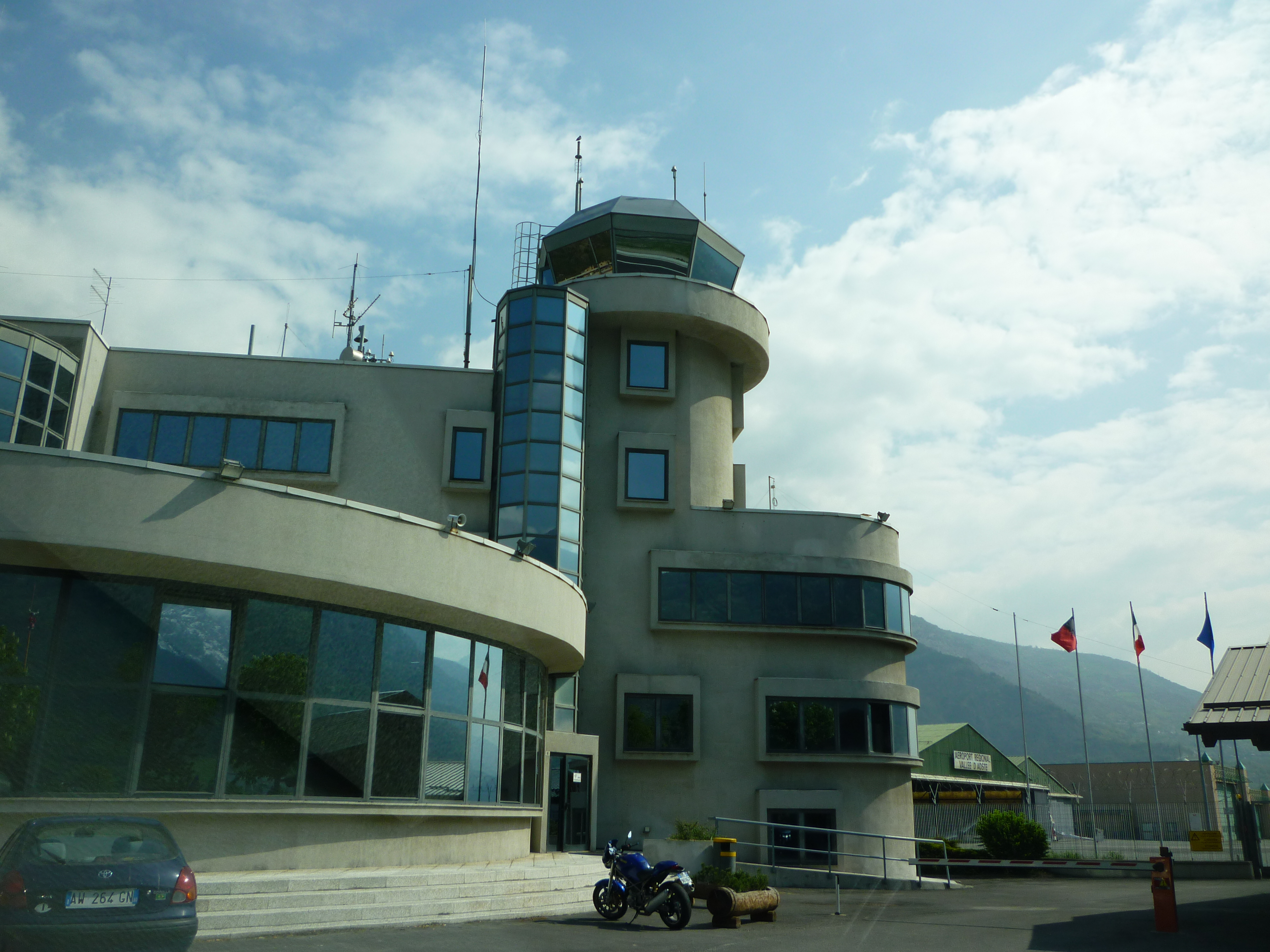
La tour de contrôle, le café de l'aéroport et les hangars à l'arrière-plan.

## Compagnies aériennes
| Compagnies    | Destinations                                      |
| ------------- | ------------------------------------------------- |
| Private Wings | En saison : Augsbourg (en), Olbia-Costa Smeralda, |

## Aéro-club
L'Aéro-Club Vallée d'Aoste est la section valdôtaine de l'Aéro-club italien, et au début de 2007 il compte environ 400 associés.

### Histoire
L'histoire de l'aviation en Vallée d'Aoste a comme point de départ l'atterrissage en 1914 de la part du pilote aostois Agénor Parmelin dans les prés de Montfleury, près d'Aoste, après avoir survolé le mont Blanc.
En 1956 fut fondée la première association d'aviateurs locale, qui rentra dans la fédération de l'Aéro-club italien en 1959.
Grâce à l'engagement du député régional Conrad Gex, qui était un pilote amateur, fut approuvé un décret législatif régional pour la libéralisation des aires pour l'atterrissage, y compris les glaciers, les prés, les lacs, les fleuves et les pentes.
L'activité de secours en montagne et de transport des provisions aux refuges était pratiqué parallèlement par les associés.
En 1964 fut fondée l'AerAoste, qui transportait les touristes et les skieurs sur les glaciers, à l'aide d'avions équipés de skis.
Au début des années 1960, le vol à voile commença à se développer, grâce surtout aux conditions idéales pour ce sport créées par les montagnes valdôtaines.
L'activité de secours et de transport des provisions en avion a été ensuite remplacée par les hélicoptères.
La compagnie Air Vallée a été créée à partir d'une section de l'Aéro-club Vallée d'Aoste, et a pour but de transformer l'aéroport Conrad Gex en une escale pour le transport commercial et privé au niveau international.

### Les records
L'Aéro-club aostois détient le record italien de hauteur de vol en planeur (10 544 mètres) et de distance entre deux points en planeur (1 120 kilomètres).